# NGC 6530
NGC 6530 是位於人馬座的一個疏散星團。